# Castillo de Selvanera
Edificio de carácter residencial convertido en casa palacio durante el siglo XVII al perder su función defensiva, situado en el municipio de Selvanera (Torrefeta i Florejacs) Cataluña, España.
Responde a la tipología de construcción típica señorial de la zona.
Construido con grandes bloques de piedra de cantería y oberturas adinteladas bellamente trabajadas.
Consta de tres plantas más una subterránea correspondiente a bodega.
La planta baja se compone de la entrada principal con una altura de más de 6 metros, establos, despensas, almacenes y demás dependencias de uso agrícola y ganadero e incluyendo la vivienda de los antiguos caseros.
En la planta principal se organiza la planta noble alrededor de una gran sala con capilla en torno a la que se distribuyen los diferentes salones y dormitorios.
La tercera planta bajo cubierta se compone, como en la mayoría de este tipo de construcciones, de las dependencias del servicio y almacén. 
Tiene en su fachada principal un gran balcón sostenido con grandes ménsulas de piedra dando a un jardín amurallado que da a la plaza del pueblo. Perteneció desde su origen a la Baronia de florejacs y posteriormente al marquesado de Gironella hasta la extinción de los señoríos.